# Trachyxiphium repens
Trachyxiphium repens là một loài rêu trong họ Pilotrichaceae. Loài này được (Hook. & Grev.) B. H. Allen mô tả khoa học đầu tiên năm 2010.